# 오도부인
오도부인(吾道夫人)은 《화랑세기》에 따르면 위화랑의 애인으로, 옥진궁주의 어머니이다. 소지마립간의 정비인 선혜부인(善兮夫人)과 묘심랑(妙心郞)의 딸로서, 법흥왕의 정비 보도부인(保道夫人, 소지마립간의 딸)과는 아버지가 다른 자매이고, 흥도의 남편 기오공과는 남매지간이다. 얼굴이 매우 아름다워 법흥왕의 총애를 받았으나 위화랑과 사통한 것이 밝혀져 법흥왕은 그녀를 아시공에게로 보내고, 위화랑의 누이인 벽화부인 또한 비량공에게 재가시켰다.

## 가족관계
- 부 : 묘심랑(妙心郞)
- 모 : 선혜부인(善兮夫人)
- 애인 : 위화랑(魏花郞)
  - 딸 : 옥진궁주(玉珍宮主)
  - 딸 : 금진낭주(金珍娘主)